# Wanted You More
Wanted You More è un brano del gruppo statunitense country Lady Antebellum, pubblicato come quarto singolo dell'album Own the Night, il 7 maggio 2012. Il brano è stato composto dai componenti del gruppo e da Matt Billingslea, Dennis Edwards, Jonathan Long, e Jason Gambill.

## Tracce
iTunes - Album Version
1. Wanted You More – 4:02

## Video
Il video, pubblicato il 29 giugno 2012, è stato diretto da Noble Jones.

## Classifiche
| Classifica          | Posizione massima |
| ------------------- | ----------------- |
| Canada              | 59                |
| Stati Uniti         | 34                |
| Stati Uniti Country | 20                |